# Margot Schroeder
Margot Schroeder (* 29. April 1937 in Hamburg) ist eine in Essen lebende deutsche Schriftstellerin.

## Leben
Margot Schroeder absolvierte eine Buchhandelslehre. Sie war in der Hamburger Werkstatt des Werkkreises Literatur tätig und engagierte sich in Fraueninitiativen. 1971 wurde sie Mitglied im Verband deutscher Schriftsteller. 1975 begann mit der Veröffentlichung des Buches Ich stehe meine Frau ihre schriftstellerische Tätigkeit; sie schrieb als freie Autorin Romane, Kinderbücher, Hörspiele und Gedichte. Seit 1988 ist sie auch als Fotokünstlerin tätig. Schroeder erhielt zahlreiche Stipendien (unter anderem für das Künstlerdorf Schöppingen, den Künstlerhof Schreyahn und vom Deutschen Literaturfonds) sowie Preise, zum Beispiel 1977 den Alexander-Zinn-Preis und 1995 den Lyrikpreis des Kirchentags Hamburg. Es gab Autorenporträts: im NDR-Literaturmagazin „Bücherjournal“ (1978), im WDR (1979) und im BR (1982). 2003 wurde sie Dozentin an der Düsseldorfer Heinrich-Heine-Universität.
1981 hat sie mit der Liedermacherin Angi Domdey und der Schriftstellerin Hildegard Wohlgemuth eine Friedenstournee durch die Bundesrepublik organisiert.
Ihr Vorlass befindet sich im Fritz-Hüser-Institut in Dortmund. Ein Findbuch ist vorhanden.
Margot Schroeder hat zwei Kinder, ist geschieden und lebte von 1987 bis 2007 in Düsseldorf. Seit 2007 wohnt sie im Beginenhof in Essen.

## Literarisches Schaffen

### Ich stehe meine Frau
Bekannt wurde Margot Schroeder gleich mit ihrem ersten Roman Ich stehe meine Frau, dessen Leitgedanke die Frage nach den Beweggründen weiblicher Existenz ist. Er handelt von der Supermarkt-Kassiererin Charlie, die sich engagiert mit anderen Mitstreiterinnen für einen Abenteuerspielplatz einsetzt. Die Frauen kommen aus unterschiedlichen sozialen Schichten, doch vereint sind sie in ihren geschlechtsspezifischen Problemen. Ob die Spielplatzinitiative Erfolg hat, bleibt offen. Dem „Anarchismus der Hauptfigur, den Schroeder mit dem häufig verwendeten Motiv des Clowns verdeutlicht, das hier die Funktion der Selbstbestätigung und der Selbstrelativierung hat, entspricht der subjektive, polylogische Stil: Der Roman konstituiert sich aus dem inneren Monolog der Ich-Erzählerin, der außer Charlies wechselnden Ansichten und Stimmungen auch die der anderen Figuren in Form von Dialogen, Briefzitaten, Flugblattentwürfen usw. enthält, verschiedene Sprach- und Zeitebenen vermischt und Personen und Fakten ironisch in Frage stellt.“

### Lyrik
Margot Schroeders Lyrik ist ein wichtiger Teil ihres literarischen Schaffens. Zum Themenbereich ihres ersten veröffentlichten Gedichtzyklus die angst ist baden gegangen (1976) gehören Inhalte der Frauenbewegung der 70er Jahre: feministisches Engagement und Gesellschaftskritik. Auch in ihren späteren Texten übt sie Kritik an verfestigten Strukturen und beschäftigt sich mit benachteiligten Menschen, besonders den Frauen, und thematisiert die individuelle Selbstständigkeit. Schroeders Gedichte zeichnen sich durch „Vitalität und metaphorische, am Surrealismus geschulte Kühnheit“ aus, wobei es der Poetin „wie spielerisch, gelingt, die üblichen Formulierungsklischees zu durchbrechen. Fern von Sentimentalität weiß sie Gefühl und Vision im prägnanten Ausdruck zu verankern.“ Dabei gibt sie ihren Gedichten durch „Wortwahl und metrische Form ein ungeheueres Tempo. Außer dem Punkt benutzt sie keine Satzzeichen, regelt Rhythmus und Atmung durch eine vertikale Schreibweise, die oft nur untereinander stehende Wörter zulässt. Auf diese Weise bombardiert sie den Leser mit zeichenhaften Eindrücken.“

### Zitat
„Postmodere. Das bisschen / Rest / Risiko / geht / im kleinen Schwarzen / zum Abschlussball.“

## Werke

### Veröffentlichungen
- Ich stehe meine Frau. Roman. Fischer-Taschenbuch-Verlag, Frankfurt/M. 1975, ISBN 3-436-02119-9
- Der Schlachter empfiehlt noch immer Herz. Roman. Frauenbuchverlag, München 1976, ISBN 3-921040-78-7
- Die Angst ist baden gegangen. Wolfgang Fietkau Verlag, Berlin 1979 (Erstauflage 1976 in der Reihe schritte, Nr. 31), ISBN 3-87352-031-1
- Wiederkäuer. Prosa und Gedichte. Svato-Verlag, Hamburg 1977
- Das kannst du laut sagen, Hannes! Ein Jugendroman. Rowohlt, Reinbek bei Hamburg 1978, ISBN 3-499-20201-8
- Und die Kneipe gleich nebenan. Über Barmbek und seine Menschen. Hansa-Verlag, Hamburg 1980, ISBN 3-920610-41-5
- Nichts fällt nach oben. Wolfgang Fietkau Verlag, Berlin 1981, Reihe: schritte, Nr. 37, ISBN 3-87352-037-0
- Die Vogelspinne. Monolog einer Trinkerin. Roman. Frauenbuchverlag, München 1982, ISBN 3-921040-99-X
- Ganz schön abgerissen. Rowohlt, Reinbek bei Hamburg 1983, ISBN 3-499-20329-4
- Jenny-Kalbsknochen und Peter-Osterhase oder Krach in der Klasse. Rowohlt, Reinbek bei Hamburg 1985, ISBN 3-499-20406-1
- Wenn die Holzpferde lachen. Roman. Bremen 1985, Reihe: Zeichen und Spuren, ISBN 3-924588-13-9
- Die Tintenkiller sind weg! Rowohlt, Reinbek bei Hamburg 1988, ISBN 3-499-20467-3
- Haltlose Tage. Gedichte. Königs, Düsseldorf 1993, ISBN 3-927141-08-9
- Ausweg blau. Gedichte. Königs, Düsseldorf 1995, ISBN 3-927141-15-1
- Oktobertee. Roman. Königs, Düsseldorf 1998, ISBN 3-927141-17-8
- Nulpen – Tulpen. Nonsensgedichte. Königs, Düsseldorf 2001, ISBN 3-927141-19-4
- Ohne Türgriff die Momente. StädteGedichte. Edition XIM Virgines, Düsseldorf 2005, ISBN 3-934268-40-4
- Testament der Augenblicke – Poem -. Essen 2011, ISBN 978-3-00-033006-3
- Gegen den Uhrzeigersinn. Gedichte. Essen 2013, ISBN 978-3-00-042150-1

### Hörspiele
- Ehebefragung. Norddeutscher Rundfunk. 1972
- Die Prestigelücke. Hessischer Rundfunk. 1972
- Alltagsgedanken der Anna Bräsig. Missingsch-Geschichten. Norddeutscher Rundfunk. 1982/83

## Sekundärliteratur
- Henriette Brückmann: Die Düsseldorfer Autorin Margot Schroeder. In: Düsseldorfer Hefte. Nr. 11/2002. ISSN 0012-7027
- Ingeborg Drewitz: „Die geht zu ihren Weibern“. Margot Schroeder entdeckt das ungewohnte Selbstbewußtsein. In: Deutsche Volkszeitung vom 13. Januar 1977
- Ulla Hahn: „…einfach sprachlos geworden“. Margot Schroeder zu Fragen der Frauenbewegung. In: Deutsche Volkszeitung vom 29. Juni 1978
- Geno Hartlaub: Ein Monolog. In: Deutsches Allgemeines Sonntagsblatt vom 12. September 1982
- Ursula Kirchhoff: Schroeder, Margot. In: Kritisches Lexikon zur deutschsprachigen Gegenwartsliteratur – KLG. Göttingen 1992, ISBN 978-3-88377-927-0
- Peter Maiwald: Versponnene Spinner. In: Nürnberger Nachrichten. 1998
- Peter Maiwald: Lebensgierige Verlierer. In: die horen. Nr. 4-1998. Bremerhaven. ISSN 0018-4942

## Preise und Auszeichnungen
- 1977: Alexander-Zinn-Preis
- 1979: Stadtteilschreiberin Hamburg-Barmbek
- 1982 und 1990: Stipendium des Deutschen Literaturfonds
- 1985: Förderpreis für Lyrik der Stadt Hamburg
- 1986: Stipendium Künstlerhof Schreyahn
- 1989: Arbeitsstipendium Kulturministerium NRW
- 1992 und 1994: Stipendium Stiftung Künstlerdorf Schöppingen
- 1994: Lyrikpreis des Evangelischen Kirchentags Hamburg
- 1996: Stipendium Stichting Culturele Amsterdam